# کاسته‌دم خال‌دار
کاسته‌دم خال‌دار (نام علمی: Nothura maculosa) نام یک گونه از سرده کاسته‌دم‌ها است.